# Marathon de Boston 2011
Navigation
Édition précédente Édition suivante
Le Marathon de Boston de 2011 est la 115e édition du Marathon de Boston, disputée le 18 avril 2011 à Boston, dans le Massachusetts, aux États-Unis. Elle est remportée par les Kényans Geoffrey Mutai chez les hommes et Caroline Kilel chez les femmes.

## Résultats

### Hommes
| Rang | Athlète                   | Nationalité | Temps           |
| ---- | ------------------------- | ----------- | --------------- |
| 1    | Geoffrey Mutai            | Kenya       | 2 h 03 min 02 s |
| 2    | Moses Mosop               | Kenya       | 2 h 03 min 06 s |
| 3    | Gebregziabher Gebremariam | Éthiopie    | 2 h 04 min 53 s |
| 4    | Ryan Hall                 | États-Unis  | 2 h 04 min 58 s |
| 5    | Abreham Cherkos           | Éthiopie    | 2 h 06 min 13 s |
| 6    | Robert Kiprono Cheruiyot  | Kenya       | 2 h 06 min 43 s |
| 7    | Philip Kimutai Sanga      | Kenya       | 2 h 07 min 10 s |
| 8    | Deressa Chimsa            | Éthiopie    | 2 h 07 min 39 s |
| 9    | Bekana Daba               | Éthiopie    | 2 h 08 min 03 s |
| 10   | Robert Kipchumba          | Kenya       | 2 h 08 min 44 s |

### Femmes
| Rang | Athlète           | Nationalité | Temps           |
| ---- | ----------------- | ----------- | --------------- |
| 1    | Caroline Kilel    | Kenya       | 2 h 22 min 36 s |
| 2    | Desiree Davila    | États-Unis  | 2 h 22 min 38 s |
| 3    | Sharon Cherop     | Kenya       | 2 h 22 min 42 s |
| 4    | Caroline Rotich   | Kenya       | 2 h 24 min 26 s |
| 5    | Kara Goucher      | États-Unis  | 2 h 24 min 52 s |
| 6    | Dire Tune         | Éthiopie    | 2 h 25 min 08 s |
| 7    | Werknesh Kidane   | Éthiopie    | 2 h 26 min 15 s |
| 8    | Yolanda Caballero | Colombie    | 2 h 26 min 17 s |
| 9    | Alice Timbilil    | Kenya       | 2 h 26 min 34 s |
| 10   | Yuliya Ruban      | Ukraine     | 2 h 27 min 00 s |